# Stedelijk Museum Schiedam

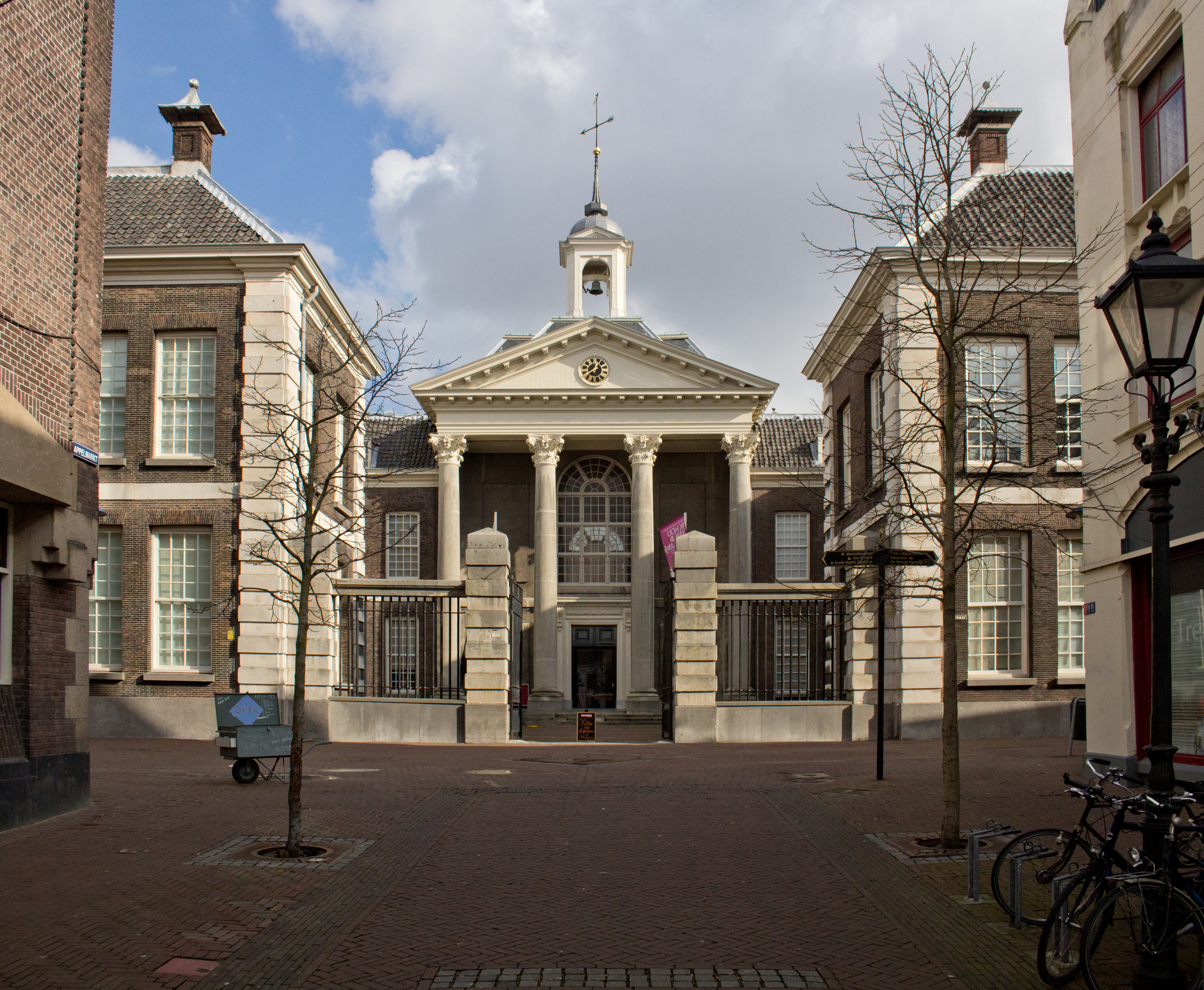
Eingangsbereich des Stedelijk Museum Schiedam

Das Stedelijk Museum Schiedam ist ein Museum für moderne und zeitgenössische niederländische bildende Kunst in der südholländischen Stadt Schiedam. Das Museum wurde 1899 gegründet. Zunächst befand es sich im Sint Joris Doelen am Doeleplein, seit 1940 befindet es sich jedoch im ehemaligen Sint Jacobsgasthuis in der Hoogstraat. Ein wichtiger Teil der ständigen Sammlung besteht aus Kunstwerken der CoBrA-Bewegung.

## Geschichte
Das Stedelijk Museum Schiedam wurde 1899 gegründet und befindet sich seit 1941 im denkmalgeschützten Sint Jacobsgasthuis. Dieses Armenhaus wurde 1787 im symmetrischen, neoklassizistischen Stil nach einem Entwurf des Architekten Jan Guidici erbaut. Es geht auf eine Vorgängerinstitution zurück, die um das Jahr 1547 von Gräfin Aleida von Hennegau gegründet wurde.
Bis 1934 diente das Gebäude als Unterkunft für arme, ältere Menschen. Diese Funktion spiegelt sich im Grundriss, eine große Kapelle mit einem Flügel auf beiden Seiten. Der linke Flügel wurde als Männerflügel und der rechte als Frauenflügel genutzt.

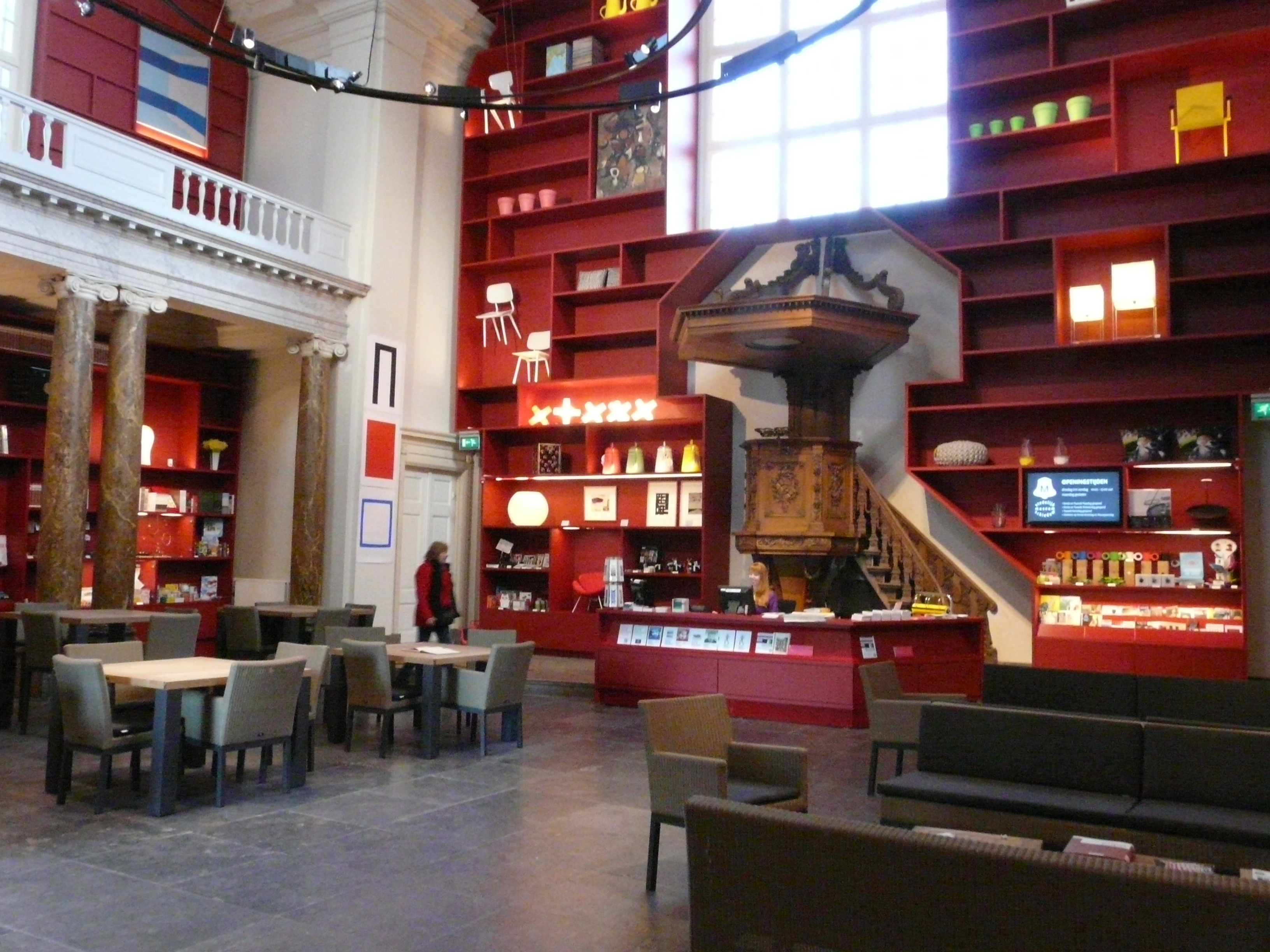
Kapelle, heute Bistro

Eine umfangreiche Sanierung fand 2022 ihren Abschluss. Die Treppenhäuser wurden vergrößert und für die Nutzung im Museumsbetrieb angepasst, das historische Gebäude wurde gedämmt und an moderne Bedürfnisse der Klimatechnik angepasst, gerade um Kondensnässe und Wärmeverluste zu verhindern. Ein neues Lichtkonzept wurde für die Räume erarbeitet. Alte Farbgebungen, wie das Rot des Ochsenblutes wurde in die neue Farbgestaltung aufgenommen.

## Sammlung

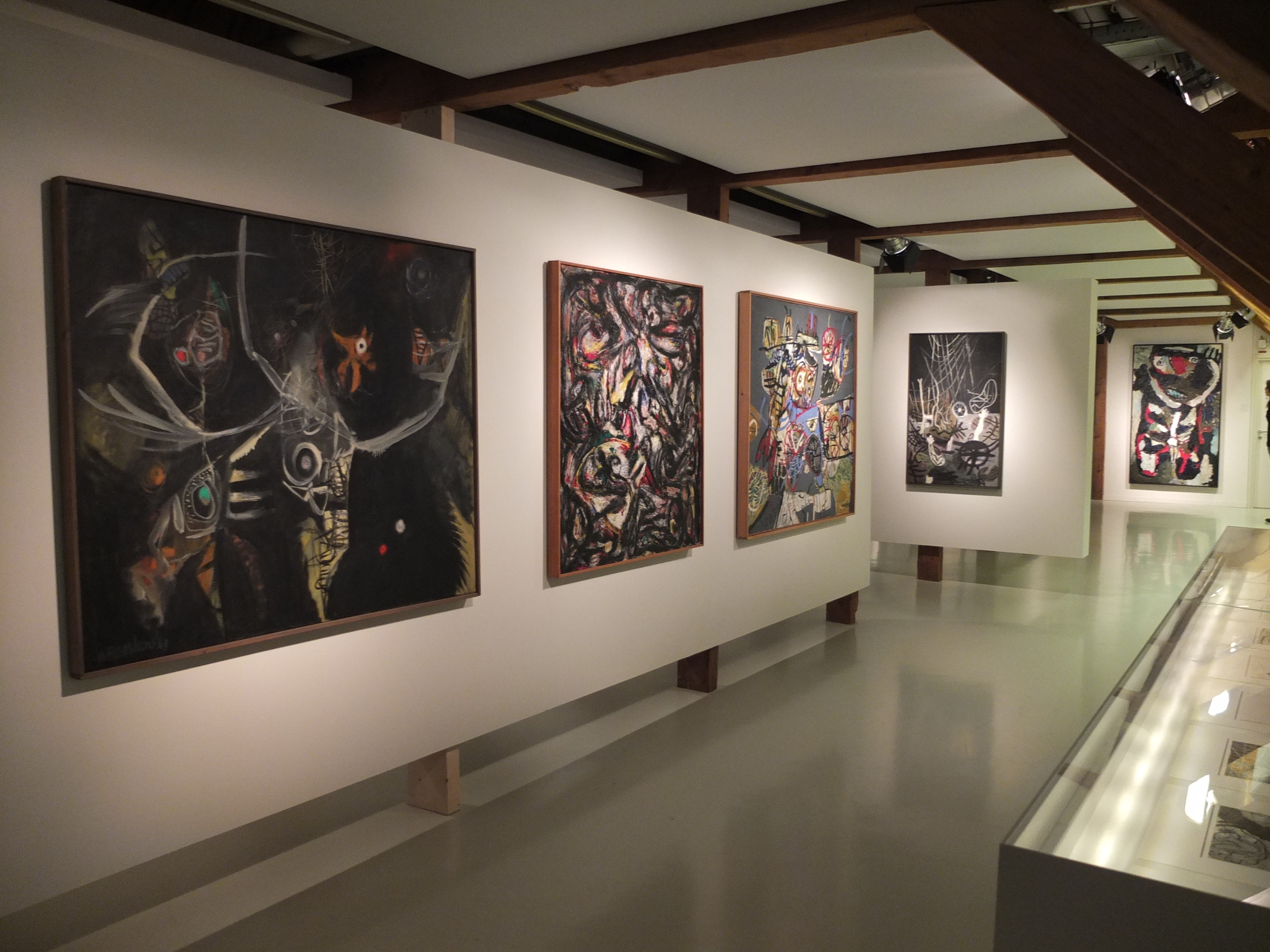
Ansicht der Räume

Das Museum verfügt über zwei große Sammlungen, eine Sammlung moderner und zeitgenössischer niederländischer bildender Kunst und eine kulturgeschichtliche Sammlung mit einer Gesamtgröße von etwa 20.000 Objekten.
Die Sammlung moderner und zeitgenössischer niederländischer bildender Kunst besteht aus etwa 250 Gemälden von Karel Appel, Eugène Brands, Constant, Corneille, Jan Nieuwenhuys, Anton Rooskens und Theo Wolvecamp. Sie alle waren Mitglieder von Cobra. Auch Jan Elburg und Lucebert, beide Dichter und Maler, sind in der Sammlung enthalten.
Sie wird durch folgende Strömungen aufgebaut: Cobra in den 1950er Jahren, informelle Kunst und „abstrakter Expressionismus“, dann systematische Kunst und „geometrische“ Abstraktion in den 1960er Jahren und in den 1970er Jahren grundlegende Malerei und Strömungen, die über die Malerei reflektieren.
Der andere Teil der Sammlung ist die kulturhistorische Sammlung mit mehr als 1.000 Objekten, die etwas über die Geschichte der Stadt erzählen. Ein wichtiger Teil davon sind die Utensilien zur Genever-Produktion, die mit Schiedam verbunden ist. Diese Objekte werden seit 1996 in einem eigenen Museum ausgestellt, dem Genever-Museum am Lange Haven.